# Orientothele washanensis
Espèce
Synonymes
- Macrothele washanensis Wu & Yang, 2022

Orientothele washanensis est une espèce d'araignées mygalomorphes de la famille des Macrothelidae.

## Distribution
Cette espèce est endémique du Yunnan en Chine,. Elle se rencontre dans les xians de Cangyuan et de Gengma.

## Description
Le mâle holotype mesure 24,56 mm et la femelle paratype 28,39 mm.

## Systématique et taxinomie
Cette espèce a été décrite sous le protonyme Macrothele washanensis par Wu et Yang en 2022. Elle est placée dans le genre Orientothele par Shao, Zhou et Lin en 2025.

## Étymologie
Son nom d'espèce, composé de washan et du suffixe latin -ensis, « qui vit dans, qui habite », lui a été donné en référence au lieu de sa découverte, le Washan.

## Publication originale
- Wu, Li, Yang & Yang, 2022 : « Two new species of the genus Macrothele Ausserer, 1871 (Araneae, Macrothelidae) from China. » Biodiversity Data Journal, vol. 10, no e90967, p. 1-19 (texte intégral).